# Dolazak Hrvata (Thompson)
»Dolazak Hrvata« singl je Marka Perkovića Thompsona objavljen 2006. godine. Predstavlja jednu od pjesama studijskog albuma  Bilo jednom u Hrvatskoj. Bila je objavljena prije izlaska albuma.
Pjesma opisuje dolazak Hrvata u 7. stoljeću. Tekst sadrži mistične elemente poput „bijelog viteza” i „mača od zlata”, dok se Hrvatska prikazuje kao sveta zemlja predana u ruke hrvatskog naroda. Središnja tema pjesme je povezanost naroda sa zemljom i dužnost njezine obrane.
Tijekom izvođenja ove pjesme, Thompson je više puta izvodio čin zabadanja mača u zemlju uz pirotehničke efekte od turneje „Bilo jednom u Hrvatskoj” 2007. godine do koncerta na Zagrebačkom hipodromu u srpnju 2025. Na maču su urezana slova CSPB („Crux Sancti Patris Benedicti”), što se odnosi na križ svetog Benedikta koji se tradicionalno koristio za odbijanje zla.
Američki hrvač hrvatskih korijena Mario Bokara koristio je Dolazak Hrvata kao svoju ulaznu pjesmu na nezavisnoj wrestling sceni od 2013. godine.